# Sunset Sailors
Los Sunset Sailors son una pareja de rascacielos en construcción en Benidorm, Alicante. Una vez terminados conformarán un complejo residencial compuesto por dos torres: Sunset Sailors I, de 41 plantas y 151 metros de altura y Sunset Sailors II, de 31 plantas y 113 metros. Se espera que estén terminadas para 2026.

## Historia
Sunset Sailors es un proyecto del grupo inmobiliario TM, responsable de otros edificios residenciales de Benidorm como Sunset Cliffs y Sunset Waves, situados junto al nuevo complejo. El diseño de las fachadas de los rascacielos se inspira en las velas de un barco. 
La construcción comenzó en 2023 y se espera que el edificio más bajo esté terminado para finales de 2025, mientras que Sunset Sailors II se completará en 2026. Se situarán en segunda línea de playa frente a la playa de Poniente y contarán con un total de 286 viviendas.